# Stomodaeum
Das Stomodaeum (griechisch στόμα stóma, deutsch ‚Mund‘, auch „Mündung“, „Öffnung“ und hodaios = „Weg-“) ist ein Darmabschnitt der Gliederfüßer, der den Bereich der Mundhöhle und den Vorderdarm umfasst. Er ist aufgrund seines ektodermalen Ursprungs ebenso wie das Proctodaeum mit einer Cuticula aus Chitin ausgekleidet und wird bei der Häutung entsprechend gehäutet.
Bei den meisten Gliederfüßern besteht das Stomodaeum aus der Mundhöhle sowie dem anschließenden Oesophagus. In diesem Abschnitt kann es sich mit dem Mitteldarm erweitern und wie bei vielen Insekten einen Kropf, bei verschiedenen Gliederfüßern (Schwertschwänze, Höhere Krebse, viele Insekten) einen Kaumagen oder bei den Webspinnen einen Saugmagen bilden. In diesen Strukturen können sich aus der cuticulären Verkleidung komplexe Leisten, Spangen, Zähnchen, Reusen oder Kauplatten bilden. Bei einigen Krebstieren, vor allem Arten der Asseln (Isopoda), Scherenasseln (Tanaidacea) und Cumacea ist das Proctodaeum stark verlängert und reicht fast bis zum Stomadaeum, während der Mitteldarm in die Mitteldarmdrüsen verlagert ist.